# Léon De Lathouwer
Pour les articles homonymes, voir De Lathouwer.
Léon De Lathouwer, né le 19 septembre 1929 à Wetteren et mort le 7 août 2008 à Kalken, est un coureur cycliste belge. 

## Biographie
Lors des Jeux olympiques d'été de 1948 il a remporté la médaille d'or de la course par équipes avec Lode Wouters et Eugène Van Roosbroeck. Il a pris la quatrième place du classement individuel tandis que ces deux derniers ont terminé respectivement troisième et douzième.

## Palmarès
- 1947
  - 2e du championnat de Belgique sur route débutants
- 1948
  -  Champion olympique de la course par équipes avec Eugène Van Roosbroeck, Lode Wouters
  - Tour de Belgique amateurs :
    - Classement général
    - 2e et 5e (contre-la-montre) étapes

  - 4e de la course en ligne aux Jeux olympiques
- 1949
  -  Champion de Belgique amateurs
  -  Champion de Belgique militaires
  - 4e étape du Tour de Belgique amateurs
- 1950
  - Liège-Charleroi-Liège
  - Bruxelles-Liège
  - 3e étape du Tour de Belgique indépendants
- 1951
  - Circuit Disonais indépendants
  - Championnat de Flandre indépendants
- 1953
  - Grand Prix de la ville de Zottegem
  - Championnat des Flandres
- 1955
  - Championnat des Flandres
- 1957
  - 2e du Championnat des Flandres
  - 2e du Grand Prix de la ville de Zottegem
  - 3e du Grote Prijs Dr. Eugeen Roggeman
- 1958
  - 3e du Circuit de la vallée de la Lys